# 千面天王
《千面天王》是一部於1993年初上映的香港動作喜劇片，由郭富城、張曼玉、吳孟達、邱淑貞、溫兆倫等人領銜主演。

## 劇情簡介
|  | 僅可輕笑闖刀山 英雄難過美人關 |

年青有為的波子（郭富城飾）和膽小懦弱的多春魚（吳孟達飾）是警署裡的一對拍檔；某日，警方接獲消息，香港富商之子——李澤洗（溫兆倫飾）恐遭綁架，於是命波子假扮，潛入李氏集團打探消息。豈料，不知其原由的女友阿信（邱淑貞飾）和曾與李澤洗有段情的JACKY（張曼玉飾）全都撞在了一起。

波子是否能打退眾匪徒，並化解這三角危機呢？

## 人物角色
| 演員   | 粵語配音 | 角色          | 備註                                               |
| 郭富城 | 陳欣     | 波子 (林過雲) | 警察，多春魚拍檔                                   |
| 吳孟達 | 吳孟達   | 多春魚        | 警察，波子拍檔；膝下七子                           |
| 張曼玉 | 沈小蘭   | Jacky (卓姿)  | 李氏集團的行政主管；見圓形物體會變大膽、放蕩       |
| 邱淑貞 | 黃玉娟   | 阿信          | 波子女友                                           |
| 溫兆倫 | 陳永信   | 李澤洗        | 李卡城剛返港的兒子，卓姿初戀情人                   |
| 熊欣欣 | 陳偉權   | 亞弟          | 憎恨波子極深的長髮(後來剃光頭)搶劫犯；最後的大魔頭 |
| 苑瓊丹 | 鄭麗麗   | 佘主任        | 李氏集團職員；阿信之表姐                           |
| 陳國新 | 馮永和   | 李卡城        | 香港富商，李澤洗之父                               |
| 施依蓮 |          |               | 綁匪首領的同夥兼情人                               |
| 楚原   | 盧雄     | 黎 Sir        | 波子＆多春魚上司                                   |
| 李家洪 |          |               | 專揭女學生裙的色魔                                 |
| 李兆基 | 盧雄     |               | 欲綁架李澤洗的綁匪首領                             |
| 何永祥 |          |               | 欲綁架李澤洗的綁匪之一                             |
| 鄭家生 |          |               | 因波子追緝而死的搶劫犯                             |
| 蕭山仁 |          |               | 想跳槽至日本公司的李氏集團職員代表                 |

## 主題曲
- 〈我為何讓你走〉

主唱：郭富城
作詞：潘源良
作／編曲：倫永亮
- 〈You and Me〉　原曲為桑田佳祐的〈よどみ萎え,枯れて舞え〉

主唱：郭富城
填詞：潘偉源
作曲：Kuwata Keisuke
編曲：江港生

## 外部連結
- 開眼電影網上《千面銀狐》的資料（繁體中文）
- 香港影庫上《千面天王》的資料（繁體中文）
- 豆瓣电影上《千面天王》的資料 （简体中文）
- 时光网上《千面天王》的資料（简体中文）
- AllMovie上《千面天王》的资料（英文）
- 互联网电影数据库（IMDb）上《千面天王》的资料（英文）